# Чечельницький полк
Чечельни́цький полк — тимчасова адміністративно-територіальна і військова одиниця у Правобережній Україні, що існувала у 1650 та 1673 роках. Полковий центр — селище міського типу Чечельник (нині Вінницької області).
У 1649 р. існувала Чечельницька сотня у складі Брацлавського полку). Полковником був Ф. Литка. Даних про цей полк після 1650 року немає аж до 1673, коли Чечельницький полк очолив П. Лисиця, згодом — полковник Брацлавського полку.